# Carrière de Forbes
La carrière de Forbes est située sur la face nord du Rocher de Gibraltar dans la réserve naturelle d’Upper Rock qui fait partie du territoire britannique d'outre-mer de Gibraltar. Cette carrière a été exploitée pendant le XIXe siècle pour fournir des pierres servant à renforcer les installations militaires de la forteresse. L'exploitation du calcaire a recoupé une grotte au sein de laquelle Edmund Flint a mis au jour le crâne d'une néandertalienne adulte en 1848. Historiquement, il s'agit de la deuxième découverte d'ossements fossiles pour cette espèce éteinte et elle a donc été réalisée antérieurement à la description scientifique d'Homo neanderthalensis (1864).

## Étymologie
La carrière de Forbes tire son nom d'une installation militaire du XVIIIe siècle située au-dessus de la grotte et que l’on connaissait sous le nom de batterie de Forbes.

## Histoire

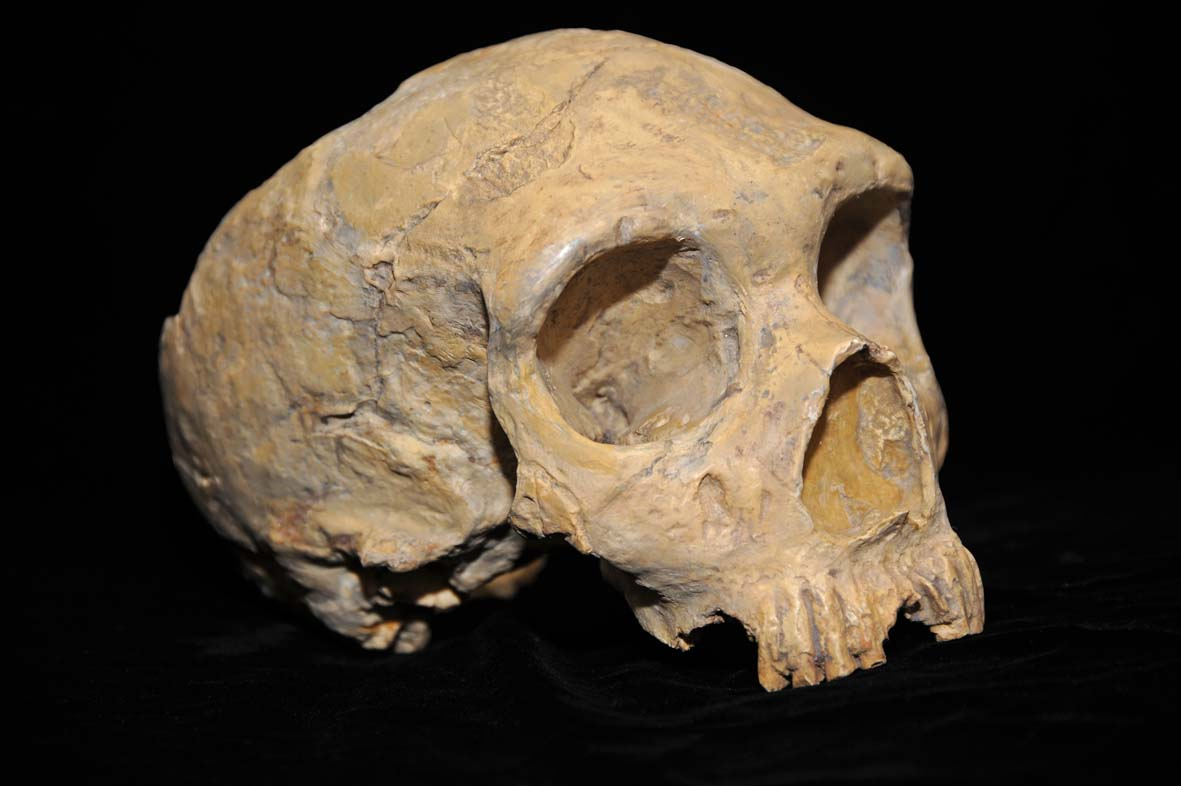
Le crâne néandertalien Gibraltar 1 découvert en 1848

En 1848, Edmund Flint, capitaine de la Royal Navy, découvrit un crâne ancien dans la carrière de Forbes. Comme il était le secrétaire de la Gibraltar Museum Society (au début la Gibraltar Scientific Society), il lui présenta sa trouvaille le 3 mars 1848. Il s’agissait du deuxième fossile néandertalien jamais mis au jour, après la découverte de restes néandertaliens dans les grottes d'Engis en Belgique en 1829.
Le crâne présentait des caractéristiques inhabituelles, mais ce n’est pas avant 1864 qu’on se rendit compte de son importance comme représentant d'une espèce humaine éteinte, c’est-à-dire huit ans après qu’eurent été découvert en Allemagne dans la vallée de Neander des restes néandertaliens plus importants, devenus finalement le spécimen type qui a donné son nom à l’espèce Homo neanderthalensis,. 
Le crâne de la carrière de Forbes attira l'attention des chercheurs de Grande-Bretagne où il fut présenté en septembre 1864, lors d'une réunion de l'Association britannique pour l'avancement des sciences. Charles Darwin avait longtemps souhaité voir ce crâne, mais il était trop malade pour assister à la réunion, aussi le géologue Charles Lyell et l’anthropologue Hugh Falconer s’arrangèrent-ils pour apporter le crâne chez lui afin de lui permettre de l'examiner. Dans une lettre, Darwin décrit ce crâne comme « une merveille ».
Le crâne de la carrière de Forbes a été identifié comme celui d’une femelle adulte. Elle avait probablement plus de 40 ans au moment de sa mort, comme l’indique l'usure avancée de ses dents, ainsi qu'une croissance osseuse à l'intérieur du front, également observée dans l’espèce humaine moderne chez qui elle survient après la ménopause,.
Le crâne daterait de 30 000 et 50 000 ans,. Le site de Gibraltar est considéré par certains comme celui qui a fourni les traces les plus récentes de néandertaliens, datant de seulement 28 000 ans. Toutefois, ces dates correspondent à des niveaux postérieurs à ceux ayant livré le fossile humain et ne contenant que quelques objets en silex taillé qu'il est impossible d'attribuer avec certitude à l'homme de Néandertal.

## Carrières
Le secteur a été exploité pendant le XIXe siècle pour en extraire des pierres afin de fournir des matériaux indispensables pour reconstruire et renforcer une grande partie des fortifications de la forteresse. Cette activité a enlevé beaucoup de la pente couverte de végétation à la base de la caverne. La grotte où se trouvait le crâne néandertalien a été presque entièrement détruite, ce qui a limité les possibilités de recherches ultérieures. 